# Protium macgregorii
Protium macgregorii är en tvåhjärtbladig växtart som först beskrevs av Frederick Manson Bailey, och fick sitt nu gällande namn av Leenh. apud van Steenis. Protium macgregorii ingår i släktet Protium och familjen Burseraceae. Inga underarter finns listade i Catalogue of Life.